# Toni Bizaca
Toni Bizaca (3. prosinca 1982.) je hrvatski profesionalni košarkaš. Igra na poziciji niskog krila, a trenutačno je član KK Trogira. 

## Karijera
Karijeru je započeo u bosanskohercegovačkom Troglav Livnu. Sudjelovao je na hrvatskom All-Staru 2008., gdje je igrao dvoboj Sjevera i Juga, a uz to proglašen za najboljeg zakucavača. U dresu Trogira odigrao je nekoliko izvanrednih utakmica, među kojima se pamti pobjeda Trogira 89:81 nad Kvarnerom u Rijeci. Tada je za 37 minuta provedenih na parketu, ubacio 46 poena (10-15 za dva poena, 5-7 za tricu, sl. bacanja 11-16) i sakupio osam skokova. To je rekord otkad postoji A-1 liga. Koncem 1. dijela regularne sezone A-1 HKL 2008./09. proglašen je za MVP-a, ispred Marjana Mancea. Iako s Trogirom ima ugovor još tri i pol sezone, čini se da ga neće izvršiti dok kraja jer se sve više za njega zanimaju hrvatski klubovi poput Splita, Cibone, a pogotovo Zadra.

## Vanjske poveznice
- Profil na HKS-u